# Gianni Celeste Collezione
Gianni Celeste Collezione è una raccolta del cantante italiano Gianni Celeste, pubblicata il 9 marzo 2011, distribuita dalla D.V. More Record.
L'album, oltre a contenere 23 vecchi successi riarrangiati, contiene 3 inediti del 2003/2004 e una cover di Tommy Riccio, Nu Latitante.

## Tracce
1. Bella
2. Sto sulo
3. Credimi
4. E penso a te
5. Facimmo ammore
6. Cuore mio
7. 'Na mugliera gelosa
8. L'infermiera di notte
9. Me manche
10. Nu Latitante
11. Frate e frate
12. Nun cunusce 'o bene
13. Un'avventura
14. Lei è donna
15. Te penzo
16. Mo ca c'e staie tu
17. Nostalgia
18. Voglio abortire
19. Hai barato
20. 'Na malatia
21. Alle donne piacciono...
22. Una moglie tradita
23. Gesù aiutame tu
24. Nun è Natale
25. E cammino
26. Aiaia